# Südstern
De Südstern is een plein in het Berlijnse stadsdeel Kreuzberg, nabij de grens met Neukölln.
Het plein draagt sinds 1947 de naam Südstern. Van 1893 tot 1938 heette het plein Kaiser-Friedrich-Platz en vervolgens Gardepionierplatz. Het kleine middendeel ligt als een eiland midden in de hoofdweg tussen Neukölln en Kreuzberg, die oostwaarts Hasenheide heet en westwaarts Gneisenaustraße. De Gneisenaustraße is het laatste deel van de zogenaamde Berliner Generalszug, een vele kilometers lange aaneengesloten serie straten die genoemd zijn naar de Duitse veldheren uit de bevrijdingsoorlog tegen de Fransen van 1813-1815 (Zesde Coalitieoorlog). Onder beide straten loopt metrolijn U7, die de stadsdelen Spandau en Rudow met elkaar verbindt; op het plein ligt het metrostation Südstern.
De benaming Stern komt van de stervorm waarin de verschillende straten uitkomen op het plein. Naast de reeds genoemde hoofdstraten zijn dat de Lilienthalstraße, Bergmannstraße, Blücherstraße, Fontanepromenade en Körtestraße.
Het midden van het plein wordt beheerst door een monumentale neogotische evangelische kerk waarvan de eerste steen gelegd werd in 1894. De kerk heeft een 90 meter hoge toren en werd in 1897 in aanwezigheid van keizerin Auguste Viktoria en Wilhelm II ingewijd. De kerk diende tot 1918 als garnizoenskerk voor de troepen die voor de poorten van de stad gelegerd waren. Sinds 1982 is hij eigendom van het Christliches Zentrum Berlin.
Ten westen van het park en de Lilienthalstraße ligt er, evenwijdig met de Bergmannstraße, een kerkhofgebied met veel historische eregraven. In dit gebied liggen het Kirchhof Luisenstadt, het Werdersche Kirchhof en het Kirchhof Jerusalem. Dicht bij de Südstern ligt, naast de Johannesbasiliek in de Lilienthalstraße, de ambassade (nuntiatuur) van het Vaticaan.